# Ingeborg de Holstein
Pour les articles homonymes, voir Holstein (homonymie).
 (mars 2022).
La mise en forme du texte ne suit pas les recommandations de Wikipédia : il faut le « wikifier ».
Les points d'amélioration suivants sont les cas les plus fréquents :
- Les titres sont pré-formatés par le logiciel. Ils ne sont ni en capitales, ni en gras.
- Le texte ne doit pas être écrit en capitales (les noms de famille non plus), ni en gras, ni en italique, ni en « petit »…
- Le gras n'est utilisé que pour surligner le titre de l'article dans l'introduction, une seule fois.
- L'italique est rarement utilisé : mots en langue étrangère, titres d'œuvres, noms de bateaux, etc.
- Les citations ne sont pas en italique mais en corps de texte normal. Elles sont entourées par des guillemets français : « et ».
- Les listes à puces sont à éviter, des paragraphes rédigés étant largement préférés. Les tableaux sont à réserver à la présentation de données structurées (résultats, etc.).
- Les appels de note de bas de page (petits chiffres en exposant, introduits par l'outil «  Source ») sont à placer entre la fin de phrase et le point final[comme ça].
- Les liens internes (vers d'autres articles de Wikipédia) sont à choisir avec parcimonie. Créez des liens vers des articles approfondissant le sujet. Les termes génériques sans rapport avec le sujet sont à éviter, ainsi que les répétitions de liens vers un même terme.
- Les liens externes sont à placer uniquement dans une section « Liens externes », à la fin de l'article. Ces liens sont à choisir avec parcimonie suivant les règles définies. Si un lien sert de source à l'article, son insertion dans le texte est à faire par les notes de bas de page.
- La présentation des références doit suivre les conventions bibliographiques. Il est recommandé d'utiliser les modèles {{Ouvrage}}, {{Chapitre}}, {{Article}}, {{Lien web}} et/ou {{Bibliographie}}. Le mode d'édition visuel peut mettre en forme automatiquement les références.
- Insérer une infobox (cadre d'informations à droite) n'est pas obligatoire pour parachever la mise en page.

Pour une aide détaillée, merci de consulter Aide:Wikification.
Si vous pensez que ces points ont été résolus, vous pouvez retirer ce bandeau et améliorer la mise en forme d'un autre article.
Ingeborg de Holstein, née en 1396 et morte le 14 octobre 1465, est une abbesse de l'Vadstena de 1447 à 1452, puis de 1457 à 1465.

## Biographie
Ingeborg de Holstein est la fille de Gérard VI de Holstein et de Catherine-Élisabeth de Brunswick-Lunebourg. En 1408, elle a été placée au couvent par la reine Marguerite Ire avec le consentement spécial du pape. Elle est devenue membre à part entière de l'ordre en 1415. En raison de son âge, on pense qu'elle a d'abord résidé dans sa propre maison dans les locaux du couvent.
En 1447, elle est nommée abbesse ; cependant, son élection est controversée et une opposition active se dresse contre sa nomination. Elle bénéficie toutefois de l'appui du confesseur de l'abbaye, Magnus Unnonis.
Ingeborg est la tante maternelle du roi Christian Ier, ce qui explique probablement pourquoi le roi Charles VIII de Suède a exigé, le 25 avril 1452, qu'elle et le confesseur de l'abbaye, Magnus Unnonis, soient déposés. L'évêque Nils König de Linköping ne voit aucune raison à cela, mais Ingeborg et Unnonis démissionnent en mai. Ils sont réintégrés dans leurs fonctions en 1457.
Ingeborg s'est efforcée d'installer les « vårfrupenningen » à un tarif régulier, un objectif qu'elle a atteint avec la permission de Charles VIII de Suède en 1450, puis de Christian Ier en 1461. En 1462, elle reçoit le légat papal Marinus de Fregeno à Vadstena. À la demande de Christian Ier, elle a rédigé Fjorton råd om ett gudeligt leverne (Quatorze conseils pour vivre bien), probablement avant la visite de ce dernier en 1461.
On pense qu'Ingeborg a soutenu le camp romain contre le conciliarisme et la nouvelle politique papale de concorde et de diplomatie, et s'est opposée au centralisme national de Charles VIII de Suède.